# Porcellio collicolus
Porcellio collicolus är en kräftdjursart som beskrevs av Karl Wilhelm Verhoeff1907. Porcellio collicolus ingår i släktet Porcellio och familjen Porcellionidae. Inga underarter finns listade i Catalogue of Life.